# Hypolimnas manusi
Hypolimnas manusi är en fjärilsart som beskrevs av Rothschild 1915. Hypolimnas manusi ingår i släktet Hypolimnas och familjen praktfjärilar. Inga underarter finns listade i Catalogue of Life.